# John Williams
|  | Per a altres significats, vegeu «John Williams (desambiguació)». |

John Towner Williams (Floral Park, Nova York, EUA, 8 de febrer de 1932) és un compositor i pianista nord-americà. És el compositor elegit per Steven Spielberg i amb 52 nominacions als Oscar, és la segona persona més nominada, després de Walt Disney. Ha guanyat l'Oscar en cinc ocasions.
Sovint és considerat com l'artífex del retorn de les grans bandes sonores simfòniques, a partir d'una de les seves obres més importants, la banda sonora de la pel·lícula de George Lucas: Star Wars Episodi IV: Una nova esperança (1977). A banda de Star Wars, també és autor de les bandes sonores d'algunes de les pel·lícules més populars de la història del cinema, com ara Jaws (1975), Star Wars (1977), Encontres a la tercera fase (1977), Superman (1978), L'Imperi contraataca (1980), A la recerca de l'arca perduda (1981), ET, l'extraterrestre (1982), Return of the Jedi (1983), Indiana Jones and the Temple of Doom (1984), Indiana Jones and the Last Crusade (1989), Sol a casa (1990), La llista de Schindler (1993), Parc Juràssic (1993), Saving Private Ryan (1998), i les tres primeres entregues del cicle de Harry Potter.

## Biografia
L'any 1948 John Williams i la seva família s'instal·laren a Los Angeles, on ingressà a la Universitat de Califòrnia Los Angeles. A més estudià composició amb Mario Castelnuovo-Tedesco que també va ser mestre d'un altre gran compositor de bandes sonores, Jerry Goldsmith.
Després del seu servei militar a les Forces Aèries, tornà a Nova York i ingressà a la famosa Juilliard School, una de les més prestigioses escoles de música dels Estats Units, amb alumnes tan famosos com Philip Glass i Itzhak Perlman, on rebé classes de piano de Rosina Lhevinne. A Nova York treballà com a pianista de jazz.
L'any 1956 ingressava a la Twentieth Century Fox com a pianista en la seva orquestra d'estudi, tocant sota la direcció de Jerry Goldsmith i Elmer Bernstein entre d'altres. En aquest període, comença la seva primera experiència com a compositor per a populars espectacles de TV durant els anys 1960, incloent-hi Gilligan's Island, Wagon Train, i especialment Lost in Space i Land of the Giants per al productor Irwin Allen.
El seu primer èxit a la pantalla gran arribava el 1967, quan era nominat a l'Oscar per la seva banda sonora per al drama de Mark Robson Valley of the Dolls. Des d'aquell moment, la carrera de Williams s'anà consolidant pel·lícula rere pel·lícula, catapultant-lo a la part superior de la jerarquia de la música de cinema, una posició des de la qual s'ha aguantat des de mitjans de la dècada del 1970.
Els seus temes s'han introduït veritablement en el coneixement del públic d'una manera que pocs altres compositors han aconseguit. Ha atret talents clàssics com Itzhak Perlman, Yo-Yo Ma, Mark O'Connor i Christopher Parkening per a treballar amb ell en les seves bandes sonores, i fins i tot ha trobat temps per escriure peces clàssiques, música de concert per als Jocs Olímpics, i dirigeix orquestres a tot el món.

## Jocs Olímpics
Com un dels més grans compositors contemporanis de Nord-amèrica, John Williams ha estat l'encarregat de compondre la música oficial en quatre edicions dels Jocs Olímpics celebrats en el seu continent:
- "Olympic Fanfare and Theme" - Jocs Olímpics d'Estiu 1984, Los Angeles
- "The Olympic Spirit" - Jocs Olímpics d'Hivern 1988, Calgary
- "Summon the Heroes" - Jocs Olímpics d'Estiu 1996, Atlanta
- "Call of the Champions" - Jocs Olímpics d'Hivern 2002, Salt Lake City

## Filmografia
| Any  | Pel·lícula                                         |
| ---- | -------------------------------------------------- |
| 2017 | Star Wars VIII: The Last Jedi                      |
| 2015 | Star Wars Episode VII: The Force Awakens           |
| 2013 | The Book Thief                                     |
| 2012 | Lincoln                                            |
| 2011 | War Horse                                          |
| 2011 |                                                    |
| 2011 | Les aventures de Tintín: El secret de l'Unicorn    |
| 2008 | Indiana Jones and the Kingdom of the Crystal Skull |
| 2005 | Munich                                             |
| 2005 | Memòries d'una geisha                              |
| 2005 | Star Wars Episodi III: La venjança dels Sith       |
| 2005 | War of the Worlds                                  |
| 2004 | Harry Potter i el pres d'Azkaban                   |
| 2004 | The Terminal                                       |
| 2002 | Catch Me If You Can                                |
| 2002 | Harry Potter i la cambra secreta                   |
| 2002 | Minority Report                                    |
| 2002 | Star Wars Episode II: Attack of the Clones         |
| 2001 | Artificial Intelligence: A.I.                      |
| 2001 | Harry Potter i la pedra filosofal                  |
| 2000 | The Patriot                                        |
| 1999 | Angela's Ashes                                     |
| 1999 | Star Wars Episode I: The Phantom Menace            |
| 1999 | The Unfinished Journey                             |
| 1998 | Saving Private Ryan                                |
| 1998 | Queda't al meu costat                              |
| 1997 | Amistad                                            |
| 1997 | Rosewood                                           |
| 1997 | Seven Years in Tibet                               |
| 1997 | El món perdut: Parc Juràssic                       |
| 1996 | Sleepers                                           |
| 1995 | Nixon                                              |
| 1995 | Sabrina                                            |
| 1993 | Parc Juràssic                                      |
| 1993 | La llista de Schindler                             |
| 1992 | Far and Away                                       |
| 1992 | Sol a casa 2: Perdut a Nova York                   |
| 1991 | Hook                                               |
| 1991 | J.F.K.                                             |
| 1990 | Sol a casa                                         |
| 1990 | Presumpte innocent                                 |
| 1990 | Stanley and Iris                                   |
| 1989 | Always                                             |
| 1989 | Born on the Fourth of July                         |
| 1989 | Indiana Jones and the Last Crusade                 |
| 1988 | The Accidental Tourist                             |
| 1987 | Empire of the Sun                                  |
| 1987 | The Witches Of Eastwick                            |
| 1986 | Spacecamp                                          |
| 1985 | Amazing Stories                                    |
| 1984 | Indiana Jones and the Temple of Doom               |
| 1984 | The River                                          |
| 1983 | Star Wars Episode VI: Return of the Jedi           |
| 1982 | ET, l'extraterrestre                               |
| 1982 | Monsignor                                          |
| 1982 | Yes, Giorgio                                       |
| 1981 | Heartbeeps                                         |
| 1981 | A la recerca de l'arca perduda                     |
| 1980 | Star Wars Episode V: The Empire Strikes Back       |
| 1979 | 1941                                               |
| 1979 | Dracula                                            |
| 1978 | Jaws 2                                             |
| 1978 | Superman                                           |
| 1978 | The Fury                                           |
| 1978 | The Star Wars Holiday Special                      |
| 1977 | Encontres a la tercera fase                        |
| 1977 | Star Wars Episode IV: A New Hope                   |
| 1976 | Black Sunday                                       |
| 1976 | Family Plot                                        |
| 1976 | Midway                                             |
| 1976 | The Missouri Breaks                                |

| Any  | Pel·lícula                                   |
| ---- | -------------------------------------------- |
| 1975 | Jaws                                         |
| 1975 | Llicència per matar (The Eiger Sanction)     |
| 1974 | The Cowboys                                  |
| 1974 | California Split                             |
| 1974 | Cinderella Liberty                           |
| 1974 | Conrack                                      |
| 1974 | Terratrèmol (Earthquake)                     |
| 1974 | Boja evasió                                  |
| 1974 | El colós en flames                           |
| 1973 | The Long Goodbye                             |
| 1973 | The Man Who Loved Cat Dancing                |
| 1973 | The Paper Chase                              |
| 1973 | Tom Sawyer                                   |
| 1972 | Images                                       |
| 1972 | Pete N'Tillie                                |
| 1972 | The Cowboys                                  |
| 1972 | The Poseidon Adventure                       |
| 1972 | The Screaming Woman                          |
| 1971 | Masterpíece Theatre                          |
| 1971 | El violinista a la teulada                   |
| 1971 | Jane Eyre                                    |
| 1970 | NBC Nightly News                             |
| 1970 | The Story of a Woman                         |
| 1969 | Daddy's Gone A-Hunting                       |
| 1969 | Goodbye, Mr. Chips                           |
| 1969 | The Reivers                                  |
| 1968 | Land of the Giants                           |
| 1968 | Heidi                                        |
| 1968 | Sergeant Ryker (The Case Against Paul Ryker) |
| 1967 | A Guide for the Married Man                  |
| 1967 | Code Name: Heraclitus                        |
| 1967 | Fitzwilly                                    |
| 1967 | Valley of the Dolls                          |
| 1966 | The Kraft Summer Music Hall                  |
| 1966 | The Tammy Grimes Show                        |
| 1966 | The Time Tunnel                              |
| 1966 | How to Steal a Million                       |
| 1966 | Not With My Wife, You Don't!                 |
| 1966 | Penelope                                     |
| 1966 | The Painsman                                 |
| 1966 | The Rare Breed                               |
| 1965 | Lost in Space                                |
| 1965 | John Goldfarb, Please Come Home              |
| 1965 | The Ghostbreakers                            |
| 1965 | The Katherine Reed Story                     |
| 1964 | Gilligan's Island                            |
| 1964 | Gilligan's Island: Marooned                  |
| 1964 | Nightmare in Chicago                         |
| 1964 | None But The Brave                           |
| 1964 | The Killers                                  |
| 1963 | Bob Hope Presents the Chrysler Theatre       |
| 1963 | Kraft Suspense Theatre                       |
| 1963 | Diamond Head (film)                          |
| 1963 | Gidget Goes to Rome                          |
| 1962 | Empire                                       |
| 1962 | The Virginian                                |
| 1962 | The Wide Country                             |
| 1962 | Bachelor Flat                                |
| 1962 | Flashing Spikes                              |
| 1961 | Alcoa Premiere                               |
| 1961 | The Secret Ways                              |
| 1960 | Because They're Young                        |
| 1960 | I Passed For White                           |
| 1959 | Daddy-O                                      |
| 1957 | Bachelor Father                              |
| 1957 | M Squad                                      |
| 1957 | Tales of Wells Fargo                         |
| 1957 | Wagon Train                                  |
| 1956 | Playhouse 90                                 |
| 1953 | General Electric Theater                     |
| 1952 | Today                                        |

## Premis i nominacions

### Oscar
| Any  | Premi               | Pel·lícula                                          | Resultat  |
| ---- | ------------------- | --------------------------------------------------- | --------- |
| 1968 | Millor banda sonora | Valley of the Dolls                                 | Candidat  |
| 1970 | Millor banda sonora | The Reivers                                         | Candidat  |
| 1970 | Millor banda sonora | Goodbye Mr. Chips                                   | Candidat  |
| 1972 | Millor banda sonora | El violinista a la teulada                          | Guanyador |
| 1973 | Millor banda sonora | Images                                              | Candidat  |
| 1973 | Millor banda sonora | The Poseidon Adventure                              | Candidat  |
| 1974 | Millor banda sonora | Cinderella Liberty                                  | Candidat  |
| 1974 | Millor cançó        | Cinderella Liberty amb la cançó "Nice to Be Around" | Candidat  |
| 1974 | Millor banda sonora | Tom Sawyer                                          | Candidat  |
| 1975 | Millor banda sonora | El colós en flames                                  | Candidat  |
| 1976 | Millor banda sonora | Jaws                                                | Guanyador |
| 1978 | Millor banda sonora | Star Wars                                           | Guanyador |
| 1978 | Millor banda sonora | Encontres a la tercera fase                         | Candidat  |
| 1979 | Millor banda sonora | Superman                                            | Candidat  |
| 1981 | Millor banda sonora | Star Wars Episodi V: L'Imperi Contraataca           | Candidat  |
| 1982 | Millor banda sonora | A la recerca de l'arca perduda                      | Candidat  |
| 1983 | Millor banda sonora | ET, l'extraterrestre                                | Guanyador |
| 1983 | Millor cançó        | Yes, Giorgio amb la cançó "If We Were In Love"      | Candidat  |
| 1984 | Millor banda sonora | Star Wars Episodi VI: El Retorn del Jedi            | Candidat  |
| 1985 | Millor banda sonora | Indiana Jones i el temple maleït                    | Candidat  |
| 1985 | Millor banda sonora | The River                                           | Candidat  |
| 1988 | Millor banda sonora | Empire of the Sun                                   | Candidat  |
| 1988 | Millor banda sonora | The Witches of Eastwick                             | Candidat  |
| 1989 | Millor banda sonora | The Accidental Tourist                              | Candidat  |
| 1990 | Millor banda sonora | Indiana Jones i l'última croada                     | Candidat  |
| 1990 | Millor banda sonora | Born on the Fourth of July                          | Candidat  |
| 1991 | Millor banda sonora | Sol a casa                                          | Candidat  |
| 1991 | Millor cançó        | Sol a casa amb la cançó "Somewhere In My Memory"    | Candidat  |
| 1992 | Millor banda sonora | JFK                                                 | Candidat  |
| 1992 | Millor cançó        | Hook amb la cançó "When You're Alone"               | Candidat  |
| 1994 | Millor banda sonora | La llista de Schindler                              | Guanyador |
| 1996 | Millor banda sonora | Nixon                                               | Candidat  |
| 1996 | Millor banda sonora | Sabrina                                             | Candidat  |
| 1996 | Millor cançó        | Sabrina amb la cançó "Moonlight"                    | Candidat  |
| 1997 | Millor banda sonora | Sleepers                                            | Candidat  |
| 1998 | Millor banda sonora | Amistad                                             | Candidat  |
| 1999 | Millor banda sonora | Saving Private Ryan                                 | Candidat  |
| 2000 | Millor banda sonora | Angela's Ashes                                      | Candidat  |
| 2001 | Millor banda sonora | El patriota                                         | Candidat  |
| 2002 | Millor banda sonora | Harry Potter i la pedra filosofal                   | Candidat  |
| 2002 | Millor banda sonora | Artificial Intelligence: A.I.                       | Candidat  |
| 2003 | Millor banda sonora | Catch Me If You Can                                 | Candidat  |
| 2005 | Millor banda sonora | Harry Potter i el pres d'Azkaban                    | Candidat  |
| 2006 | Millor banda sonora | Munich                                              | Candidat  |
| 2006 | Millor banda sonora | Memòries d'una geisha                               | Candidat  |
| 2012 | Millor banda sonora | Les aventures de Tintín: El secret de l'Unicorn     | Candidat  |
| 2012 | Millor banda sonora | War Horse                                           | Candidat  |

### Globus d'Or
| Any  | Premi                        | Pel·lícula                                     | Resultat  |
| ---- | ---------------------------- | ---------------------------------------------- | --------- |
| 1973 | Millor banda sonora original | The Poseidon Adventure                         | Candidat  |
| 1974 | Millor banda sonora original | Tom Sawyer                                     | Candidat  |
| 1974 | Millor banda sonora original | Cinderella Liberty                             | Candidat  |
| 1975 | Millor banda sonora original | Terratrèmol                                    | Candidat  |
| 1976 | Millor banda sonora original | Jaws                                           | Guanyador |
| 1978 | Millor banda sonora original | Star Wars                                      | Guanyador |
| 1978 | Millor banda sonora original | Encontres a la tercera fase                    | Candidat  |
| 1979 | Millor banda sonora original | Superman                                       | Candidat  |
| 1981 | Millor banda sonora original | Star Wars Episodi V: L'Imperi Contraataca      | Candidat  |
| 1983 | Millor banda sonora original | ET, l'extraterrestre                           | Guanyador |
| 1983 | Millor cançó original        | Yes, Giorgio per la cançó "If We Were In Love" | Candidat  |
| 1985 | Millor banda sonora original | The River                                      | Candidat  |
| 1988 | Millor banda sonora original | L'imperi del Sol                               | Candidat  |
| 1989 | Millor banda sonora original | The Accidental Tourist                         | Candidat  |
| 1990 | Millor banda sonora original | Born on the Fourth of July                     | Candidat  |
| 1994 | Millor banda sonora original | La llista de Schindler                         | Candidat  |
| 1996 | Millor cançó original        | Sabrina amb la cançó "Moonlight"               | Candidat  |
| 1998 | Millor banda sonora original | Seven Years in Tibet                           | Candidat  |
| 1999 | Millor banda sonora original | Saving Private Ryan                            | Candidat  |
| 2000 | Millor banda sonora original | Angela's Ashes                                 | Candidat  |
| 2002 | Millor banda sonora original | Artificial Intelligence: A.I.                  | Candidat  |
| 2006 | Millor banda sonora original | Memòries d'una geisha                          | Guanyador |
| 2012 | Millor banda sonora          | War Horse                                      | Candidat  |